# Rune Stordal
Rune Stordal (ur. 8 kwietnia 1979 w Bergen) – norweski łyżwiarz szybki, złoty medalista mistrzostw świata.

## Kariera
Największy sukces w karierze Rune Stordal osiągnął w 2005 roku, kiedy zwyciężył w biegu na 1500 m podczas dystansowych mistrzostw świata w Inzell. W zawodach tych wyprzedził bezpośrednio Erbena Wennemarsa z Holandii oraz swego rodaka, Evena Wettena. Był to jednak jedyny medal wywalczony przez niego na międzynarodowej imprezie tej rangi. Stordal jeszcze tylko raz wystąpił na mistrzostwach świata - w 2003 roku zajął 30. miejsce podczas sprinterskich mistrzostw świata w Calgary. Wielokrotnie startował w zawodach Pucharu Świata, ale nigdy nie stanął na podium. Najlepsze wyniki osiągnął w sezonie 2004/2005, kiedy był dziesiąty w klasyfikacji końcowej na 1500 m. Nigdy nie wystąpił na igrzyskach olimpijskich. W 2006 roku zakończył karierę.